# 森正隆

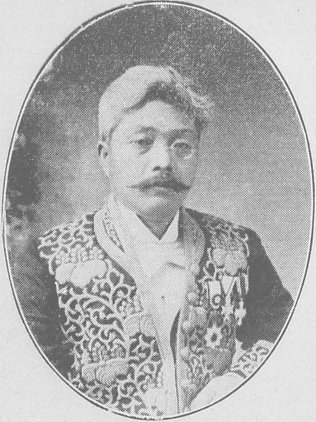
森正隆

森 正隆（もり まさたか、1866年1月9日（慶応元年11月23日） - 1921年（大正10年）10月28日）は、日本の内務官僚、政治家。政友会系県知事、貴族院議員。

## 経歴
米沢藩下士・遠藤庄右衛門の二男として生まれ、秋田県書記官・森長義の養子となる。第一高等学校を経て、1893年7月、帝国大学法科大学法律学科（仏法）を卒業。司法官試補となる。同年11月、内務属となり警保局に配属された。
1894年6月、香川県参事官・第一課長兼第三課長に就任。以後、新潟県参事官、長野県・香川県・千葉県・和歌山・三重県・熊本県の各書記官、熊本県第一部長、静岡県第一部長などを歴任。
1907年10月、茨城県知事に就任。以後、秋田県・新潟県・宮城県・滋賀県の各知事を歴任。1919年4月、宮城県知事に再任された。1921年5月に同知事を退任し貴族院勅選議員に任じられたが、同年10月に死去した。
その他、臨時教育行政調査会委員を務めた。

## 栄典
位階
- 1921年（大正10年）2月10日 - 正四位[1]

勲章
- 1910年（明治43年）12月26日 - 勲三等瑞宝章[2]